# Suhoj Su-47
Suhoj Su-47 Berkut (rusko Су-47 Беркут —Zlati orel) (NATO oznaka Firkin), znan tudi kot S-32 in S-37, je bil ruski eksperimentalni lovec z negativnim naklonom kril - z negativno puščico.  To je omogočalo letalu zelo dobro manevrirnost. Su-47 ni vstopil v serijsko proizvodnjo, je pa njegova tehnologija vplivala na razvoj t. i. "4.5" generacije lovcev kot je SU-35BM in pete generacije kot je Suhoj PAK-FA.
Na začetku je bil znan kot S-37, leta 2002 je bil preimenovan v Su-47. Berkut je bil sprva načrtovan kot testna podlaga za kompozitne materiale in sofisticirani fly-by-wire krmilni sistem. Pri centralnem ruskem inštitutu za aerodinamiko CAGI so že dolgo časa poznali prednosti kril z negativno puščico, to področje so študirali na letalih Tsibin LL in pri zajetih nemških letalih Junkers Ju 287. Negativni naklon ima večji koeficient vzgona, večjo manevrirnost in kasnejši pojav izgube vzgona kot tradicionalno krilo. Pri velikih vpadnih kotih, konci kril še vedno proizvajajo vzgon in krilca še vedno delujejo. Obstajajo pa tudi slabosti, npr. zvijanje krila.
Su-47 je podobnih dimenzij kot drugi veliki Suhoj lovci, npr. Su-35. Za zmanjšanje stroškov razvoja so uporabili veliko delov lovca Su-27, npr. pristajalno podvozje, vertikalni rep in dele sprednjega trupa. Su-47 ima manjši radarski presek, notranje prostore za orožje in prostor rezerviran za sodoben radar. Koncept je podoben ameriškemu Grumman X-29 z negativno puščico.

## Prednosti
Su-47 ima zelo visoko manevrirnost pri majhni hitrosti. Ima največjo hitrost Mach 1,6 in sposobnost 9g.
- Večje razmerje vzgon/upor
- Boljša manevrirnost v zračnem bojevanju
- Večji dolet pri podzvočnih hitrostih
- Kasnejši pojav izgube vzgona
- Stabilnost pri visokih vpadnih kotih
- Nižja najmanjša hitrost letenja
- Krajša vzletna in pristajalna razdalja

## Tehnične specifikacije
- Posadka: 1
- Dolžina: 22,6 m (74 ft 2 in)
- Razpon kril: 15,16 m do 16,7 m (49 ft 9 in do 54 ft 9 in)
- Višina: 6,3 m (20 ft 8 in)
- Površina krila: 61,87 m² (666 ft²)
- Prazna teža: 16 375 kg (36 100 lbs)
- Naložena teža: 25 000 kg (55 115 lb)
- Maks. vzletna teža: 35 000 kg (77 162 lbs)
- Motorji: 2 × Lyulka AL-37FU (planirani), prototipi so uporabljali 2X Aviadvigatel D-30F6
- Potisk (suh): 83,4 kN (18 700 lbf) vsak
- Potisk z dodatnim zgorevanjem: 142,2 kN (32 000 lbf) vsak
- Usmerjanje potiska: ±20° s hitrostjo 30° na sekundo, usmerjanje po smeri in višini

- Maks. hitrost: Mach 1,65  (1,717 km/h, 1,066 mph) dosežena na testnih letih; Na nivoju morja: *Mach 1,16 (1 400 km/h, 870 mph)
- Potovalna hitrost: projektirana 1 800 km/h brez dodatnega zgorevanja, 2650 km/h z dodatnim zgorevanjem
- Dolet: 3 300 km (2 050 mi)
- Višina leta (servisna): 18 000 m (59 050 ft)
- Hitrost vzpenjanja: 233 m/s (46 200 ft/min)
- Obremenitev kril: 360 kg/m² (79,4 lb/ft²)
- Razmerje potisk/teža: 1,16 (naložen) / 1,77 (prazen)